# Absalon (virksomhed)
 For alternative betydninger, se Absalon (flertydig). (Se også artikler, som begynder med Absalon)
Forsikrings-Aktieselskabet Absalon var et dansk forsikringsselskab, stiftet 8. april 1905 under navnet A/S Glasforsikringsselskabet Absalon; i 1909, med vedtægter af 22. december, stiftedes selskabet med det daværende navn.
Selskabets formål var at tegne forsikringer i alle forsikringsbrancher undtagen livsforsikring.
Aktiekapitalen, der oprindelig i 1905 var på kr. 100.000, udvidedes i 1909 til % mio. kr. og senere til 2 mio. kr., fuldt indbetalt. Selskabets første direktør var kancelliråd Carl Petersen. Bestyrelsen bestod i 1950 af direktør Valdemar Hansen, der var formand, direktør N.L. Sjørman, der var næstformand, overretssagfører J.H. Berner, fabrikant, konsul Frederik Obel, Aalborg, grosserer Holger Nicolaisen, Maribo og direktør I. Witzke; af disse dannede ovennævnte Valdemar Hansen og N. L. Sjørman et forretningsudvalg med Valdemar Hansen som formand.
- Direktion i 1950: Henrik Laursen.
- Underdirektører i 1940: L. Bentzen-Bilkvist og Ch. Klem.

I 1965 overtog Absalon Provincia A/S, men i 1972 blev Absalon fusioneret med Scandinavia A/S.
Virksomheden havde et pompøst hovedsæde på Rådhuspladsen 45 i København, der oprindeligt var opført 1901-02 som Hotel Bristol ved arkitekt Vilhelm Fischer. Der står stadig Absalons Gaard over porten.